# Anna Drexler
Anna Drexler (* 1990 in Filderstadt) ist eine deutsche Schauspielerin.

## Leben und Leistungen
Anna Drexler ist eine Tochter des Burgschauspielers Roland Koch. Von 2010 bis 2014 absolvierte sie ein Studium an der Otto-Falckenberg-Schule in München. Sie übernahm ersatzweise an den Münchner Kammerspielen die Rolle der Sonja in Onkel Wanja und hatte damit großen Erfolg. In den Spielzeiten 2013/14 bis 2016/17 war sie dort festes Ensemblemitglied. 2015 spielte sie die Rolle der Emma Meier im Münchener Tatort Einmal wirklich sterben.
Bei den Salzburger Festspielen 2017 war Drexler als Lulu in einer Inszenierung von Athina Rachel Tsangari zu sehen. Von 2018/2019 bis 2023/2024 war sie Ensemblemitglied am Schauspielhaus Bochum. Zur Spielzeit 2024/2025 wechselte sie als festes Ensemblemitglied ans Residenztheater in München.

## Theater (Auswahl)

### Münchner Kammerspiele
- 2017: Miranda Julys Der erste fiese Typ (als Clee). Nach Miranda July. Inszenierung: Christopher Rüping

### Schauspielhaus Bochum
- 2021: Das neue Leben. Frei nach Dante Alighieri, Meat Loaf und Britney Spears. Inszenierung: Christopher Rüping
- 2024: Trauer ist das Ding mit Federn. Von Max Porter. Inszenierung: Christopher Rüping

### Salzburger Festspiele
- 2017: Lulu (als Lulu). Nach Frank Wedekind. Inszenierung: Athina Rachel Tsangari

### Residenztheater München
- 2017: Jagdszenen aus (Nieder)Bayern (als Tonka). Nach Martin Sperr. Inszenierung: Martin Kušej[5]
- 2018: "Erschlagt die Armen!" (als Dolmetscherin). Von Shumona Sinha. Inszenierung: Zino Wey[6]
- 2024: Die Wildente (als Gina Ekdal, Hjalmars Frau). Nach Henrik Ibsen. Inszenierung: Johannes Holmen Dahl[7]
- 2024: Der Sturm –  Shakespeare für Kinder. Inszenierung Demjan Duran
- 2025: Kasimir und Karoline (als Karoline). Von Ödön von Horváth. Inszenierung: Barbara Frey[8]

## Filmografie (Auswahl)
- 2014: Beste Chance
- 2014: Zwei allein (Fernsehfilm)
- 2015: Tatort: Einmal wirklich sterben
- 2015: Harter Brocken (Fernsehfilm)
- 2016: Die Chefin: Zeugenschutz
- 2017: Das Leben danach
- 2018: Polizeiruf 110: Tatorte
- 2019: Wie gut ist deine Beziehung?
- 2019: 3 Engel für Charlie (Charlie’s Angels)
- 2020: Eine Almhütte für zwei (Fernsehfilm)
- 2022: SOKO Köln: Täuschung

## Hörspiel
- Auf einem einzigen Blatt Papier, Autorin: Mirna Funk, Rolle: Ella, Produktion: Bayerischer Rundfunk, München 2018. Als Podcast/Download in der ARD Audiothek[9]
- Dorfdisco, Autorin: Lisa Sommerfeldt, Regie: Susanne Krings, Hörspiel WDR 2018[10]
- stadt.land.fluss oder die konstruktion der liebe, Autorin: Lisa Sommerfeldt, Regie: Susanne Krings, Hörspiel WDR 2021[11]

## Ehrungen
- 2012: O.E. Hasse-Preis
- 2013: Nachwuchsschauspielerin des Jahres der Zeitschrift Theater heute
- 2014: Bayerischer Kunstförderpreis
- 2019: Verleihung des Nestroy-Theaterpreises 2019 Nominierung: Beste Schauspielerin für die Rolle Marie in Woyzeck
- 2024: Faustverleihung 2024: Auszeichnung in der Kategorie Beste darstellerische Leistung im Schauspiel[12]